# Branchiomaldane maryae
Branchiomaldane maryae är en ringmaskart som beskrevs av Penido J.C. Nogueira och Rizzo 200. Branchiomaldane maryae ingår i släktet Branchiomaldane och familjen Arenicolidae. Inga underarter finns listade i Catalogue of Life.